# Messapiska
Messapiskan var det språk som i antiken talades av de i sydöstligaste delen av nuvarande Italien (på den så kallade "Klacken") bosatta messapierna (även, med en mer omfattande stambeteckning, kallade japygerna).

## Språkgeografi
Området sammanfaller ungefär med den nuvarande "provincia di Lecce" (förr "terra d'Otranto") och tycks i norr och nordväst ha sträckt sig något utöver det antika Kalabriens gränser. Språkminnesmärkena är (utom enstaka, hos klassiska skriftställare bevarade ord, till exempel i grekiska källor bréndos "hjort", bréntion "hjorthuvud", varav stadsnamnet grek. Brentésion, lat. Brundisium, it. Brindisi ska vara avlett) omkring 180 till allra största delen korta inskrifter – de säkert konstaterade moderna förfalskningarna (omkring ett halvtjog) naturligtvis oberäknade.

## Språkhistoria
Dessa inskrifter anses i allmänhet härröra från tiden omkring 400 (350) -100 (50) f.Kr. och är skrivna med ett alfabet, som förmodas vara lånat från någon av de närbelägna grekiska kolonierna (Tarent eller Locri) och som med tiden modifierats genom lån från det vanliga ("joniska") grekiska alfabetet och till sist även från det latinska. Språket är indoeuropeiskt, men ej italiskt, och då det av flera skäl, bl.a. även på grund av antika uppgifter, är högst troligt, att messapierna (japygerna) kommit till Italien sjöledes från motsatta sidan av Adriatiska havet, har man antagit, att messapiskan var ett illyriskt språk och som sådant möjligen en antik släkting till den nuvarande albanskan, vars hemland, Albanien, har just det geografiska läge, som härvid kommer i fråga.

## Eventuellt släktskap med albanskan
Messapiskan och albanskan, vilkas samhörighet även skulle framgå av vissa språkliga fakta (till exempel den för bägge gemensamma övergången av indoeuropeiskt o till a), skulle sålunda representera den forna sydillyriskan, under det att däremot nordillyriskan var representerad av venetiskan. Nu finns emellertid, som det tyckes, en viktig skillnad mellan albanskans och venetiskans ljudsystem, i det att i den förra de indoeuropeiska palatalerna (k o.s.v.) motsvaras av spiranter (frikativor, s o.s.v.), i den senare däremot av explosivljud (k o.s.v.; jfr om denna skillnad mellan s.k. "satem"- och "kentum-språk";
messapiskans ställning i detta hänseende är ännu ej med säkerhet bestämd. Man kommer alltså här i ett dilemma, som olika forskare har löst på olika sätt. 

## Eventuellt släktskap med venetiskan
Om messapiskan och albanskan hör samman och representerar sydillyriskan, under det att nordillyriskan har sin representant i venetiskan, så får namnet "illyriska språk" en blott och bart geografisk betydelse: härmed betecknas då de indoeuropeiska språk, som i forntiden talats i Illyrien (västra Balkanhalvön), men vilka egentligen tillhört två skilda grupper inom den indoeuropeiska familjen och endast genom den lokala beröringen erhållit det syskontycke, som i namnbildningen och annat må kunna påvisas. 